# Социалистическая лига (Великобритания)
Социалистическая лига (СЛ; англ. Socialist League) — троцкистская политическая организация в Великобритании, в 1982—1989 годах — британская секция Четвёртого интернационала. Более известна по названию издававшейся организацией газеты «Socialist Action». С середины 1980-х активно использует тактику энтризма, её активисты входили в окружение таких представителей левого крыла лейбористов, как бывший мэр Лондона Кен Ливингстон и действующий лидер партии Джереми Корбин.

## История и деятельность
Организация образовалась в 1982 году после вступления большинства Международной марксистской группы в Лейбористскую партию. В середине 1980-х годов Лига переживает ряд расколов. Первый из них произошёл в 1985 году. Тогда меньшинство во главе с Филом Хирсом (Phil Hearse), Дэйвом Пэкером (Dave Packer) и другими вышло из организации и образовало Международную группу.
Однако оставшиеся члены Социалистической лиги разделились на две фракции. Одна из них — фракция меньшинства — ориентировалась на американскую Социалистическую рабочую партию (СРП). В 1988 году меньшинство во главе с Брайаном Гроганом (Brian Grogan) сформировало Коммунистическую лигу, связанную с СРП в США и «Pathfinder tendency». Лидером большинства продолжал оставаться Джон Росс, входивший ещё с начала 1970-х в руководство ММГ.
Лига продолжала позиционировать себя в качестве троцкистской организации. Тем не менее, в 1989 году произошёл её откол от Четвёртого интернационала. Несмотря на это, организация принимала участие в его Молодёжных летних лагерях в 1989 и 1990 годах. Из Лиги постоянно выходили активисты, и присоединялись к Международной группе, а затем её наследнику — Международной социалистической группе.
Работая с большой осторожностью в Лейбористской партии, члены Социалистической лиги поддерживали Кена Ливингстона и «Socialist Campaign Group». В настоящее время они вовлечены в работу «Socialist Campaign Group News». Принимали участие во многих кампаниях — Национальная кампания за свободу абортов, Кампания за ядерное разоружение, Национальная ассамблея против расизма, а также в других кампаниях, посвящённых, например, войне в Ираке, Афганистане и Югославии.
Активисты Лиги принимали участие в создании Студенческой широкой левой коалиции (Student Broad Left), действующей в качестве фракции в Национальном союзе студентов Великобритании. Играли важную роль в подготовке Европейского социального форума 2004 года.